# 진 (시계)

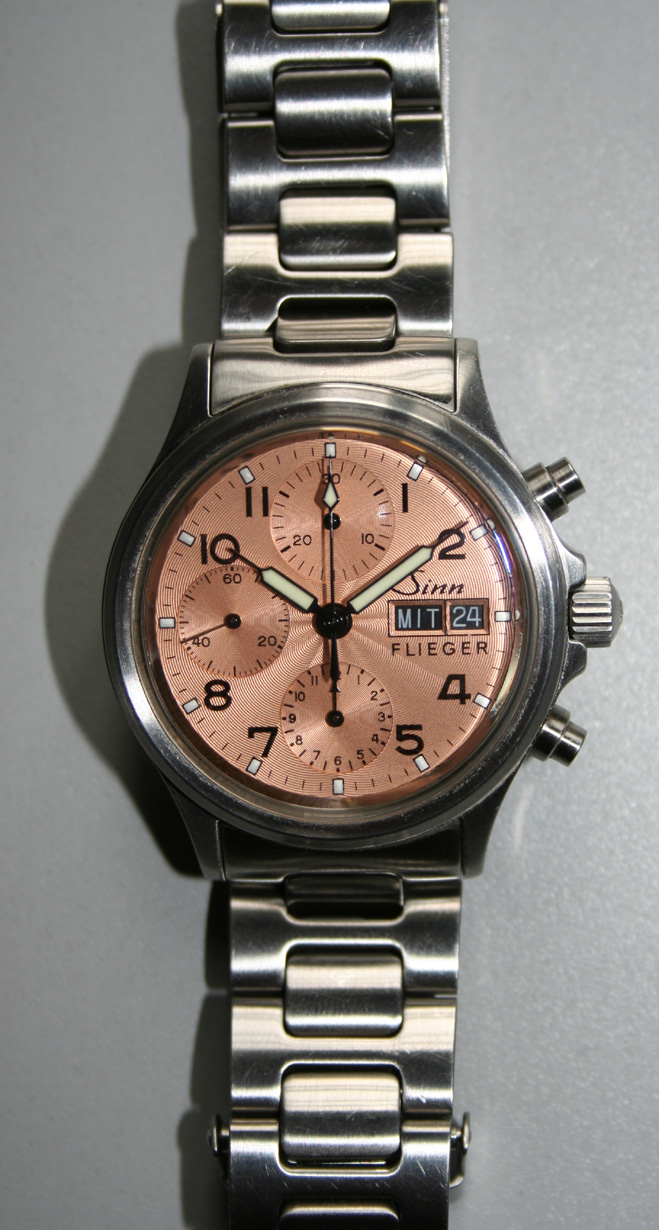

진 슈페치알우렌(독일어: Sinn Spezialuhren GmbH, 진 특수시계)은 독일 프랑크푸르트에 본사를 두고 있는 기계식 시계 제조사이다.
이 업체는 1961년 비행강사이며 비행사인 헬무트 진(Helmut Sinn, 1916 ~ 2018)이 "Helmut Sinn Spezialuhren"(헬무트 진 슈페치알우렌, 헬무트 진 특수시계)이라는 회사명으로 창립하였다.

## 역사
1961년 창립 이후 업체는 선박 항해용 시계와 비행사용 크로노그래프의 제조에 주력하며 제품들을 중간유통 없이 직판매하였다. 업주인 헬무트 진이 밝힌 내용에 따르면, 제품들은 스위스에 있는 소규모 제조업체에서 제작되었다. 중간상의 마진 없이 업체는 기존 배급망에서보다 저렴한 가격으로 판매를 하였다. 제품의 품질과 가격대비 성능이 특히 파일럿들 사이에서 빠른 속도로 소문이 돌게 되었다. 헬무트 진 본인이 비행사 출신이라는 사실도 한 몫 했다.
1994년에 헬무트 진은 업체를 로타 슈미트에게 매각하였다. 매각 후 그는 1996년 스위스의 시계 상표인 귀낭 (Guinand)을 매수한다. 1998년에 그는 프랑크푸르트에 새로운 업체를 창립한다. 이 업체에서 직배급으로 유빌라(Jubilar), 크로노슈포트(Chronosport), 그리고 귀낭의 제품들을 판매한다.
2006년 헬무트 진은 사업 전선에서 은퇴한다. 회사의 경영을 호르스트 하슬러에게 인계하고 업체의 고문으로 재직 중이다.

## 제품의 기술력
진 특수시계는 텍놀러지 또는 엔지니어 브랜드로 통한다. 즉, 특수한 투입분야와 기계식 시계의 전형적 문제를 위한 기술적 솔루션을 개발한다. 따라서 이 업체는 프로페셔널한 사용자를 위한 견고하고 일상생활을 견디는 시계를 생산한다. 시계를 "시간 계측기"(Zeitmesser)의 개념으로 이해하고 있다. 자체 개발한 기술력으로 이러한 목적을 달성한다.
- 테지먼트 테크놀러지(TEGIMENT-Technologie): 표면 강화로 인한 더 안전한 긁힘방지
- 흑색 표면강화처리: 테기멘트 제품에 한해 적용
- 아 건조 기술: 시계 내부의 서리낌 방지
- 다이어팰(DIAPAL): 윤활유제가 필요하지 않는 부속품 사용
- 하이드로(HYDRO): 수중에서 거울비춤 최소화
- 자기장 방지: 외부기계로 인한 영향 최소화, 정확성 향상
- 온도저항 테크놀러지: 섭씨 –45°도부터 80 °도까지 일관된 성능
- 뤼네트의 성능: 스쿠버 다이빙 시 안전한 시간 표시

## 수상
그 해의 신모델에 상을 수여하는 독일 저명한 골데네 운루(Goldene Unruh)에서 아래의 연도에서 진의 모델이 당 부문 1위를 차지하였다:
- 1998년: 103 Ti Ar 모델 (2,000 마르크까지의 부문)
- 2006년: Frankfurter Finanzplatzuhr, 플라틴 모델 (10,000 유로까지)
- 2008년: 6100 REGULATEUR, Roségold 모델 (10,000 유로까지)
- 2010년: 900 FLIEGER 모델 (2,500 유로까지)
- 2010년: 6100 REGULATEUR, Roségold 모델 (10,000 유로까지)
- 2012년: Frankfurter Finanzplatzuhr 모델 (플라틴 모델) (25,000 유로까지)

## 같이 보기
- 아 랑에 운트 죄네

## 참고자료
- Schmid, Hans Heinrich: Lexikon der Deutschen Uhrenindustrie 1850 - 1980. Villingen-Schwenningen: Förderkreis Lebendiges Uhrenindustriemuseum e.V., 2005, ISBN 3-927987-91-3